# Fissurina humilis
Fissurina humilis är en lavart som först beskrevs av Vain., och fick sitt nu gällande namn av Staiger. Fissurina humilis ingår i släktet Fissurina och familjen Graphidaceae.   Inga underarter finns listade i Catalogue of Life.